# Osławiona
Osławiona (tytuł oryg. Notorious) – amerykański dreszczowiec szpiegowski z 1946 w reżyserii Alfreda Hitchcocka i według scenariusza Bena Hechta, powstałego z inspiracji dwuodcinkowym komiksem The Song of the Dragon autorstwa Johna Taintora Foote’a z 1921. W rolach głównych wystąpili Ingrid Bergman, Cary Grant i Claude Rains. Akcja filmu koncentruje się wokół Alicii Huberman (Bergman), córki byłego agenta wywiadu (Fred Nurney), która na zlecenie amerykańskiego agenta FBI T.R. Devlina (Grant), udaje się do Brazylii, aby zinfiltrować organizację zbiegłych nazistów z okresu II wojny światowej.
Osławiona, ze względu na poziom artystyczny i dojrzałość tematyczną, uznawana jest przez krytyków za jedno z najważniejszych dzieł filmowych w dorobku Hitchcocka. Otrzymawszy entuzjastyczne recenzje w prasie, film okazał się także sukcesem komercyjnym, przynosząc dochód w wysokości 8 milionów dolarów i uzyskując dwie nominacje do nagrody Akademii Filmowej. W 2006 Osławiona została objęta konserwacją przez National Film Registry.

## Fabuła

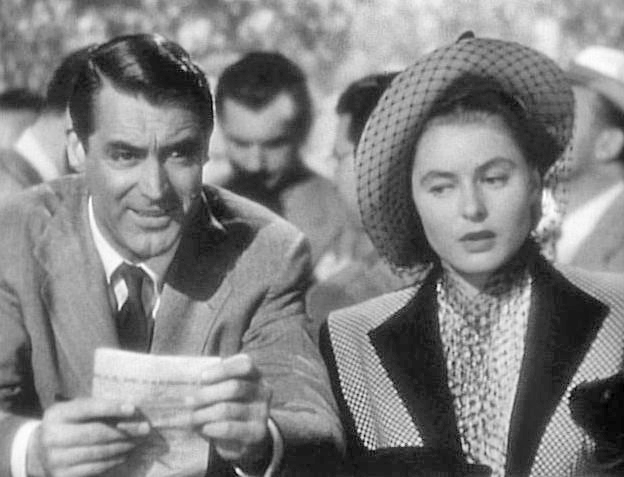
Cary Grant i Ingrid Bergman w scenie na torze wyścigowym

Film rozpoczyna się ujęciem grupy fotografów i reporterów stojących przed drzwiami Sądu Dystryktu Południowego stanu Floryda w Miami. Na sali odbywa się rozprawa Johna Hubermana (Fred Nurney), który zostaje uznany winnym zdrady stanu i wyrokiem sądu skazany na dwadzieścia lat pozbawienia wolności. Po zakończeniu z sali sądowej wychodzi córka Hubermana, Alicia (Ingrid Bergman), którą otaczają dziennikarze, pytając o jej ojca. Dwaj mężczyźni stojący na korytarzu sądowym obserwują dziewczynę. Jeden z nich udaje się przed dom, w którym odbywa się przyjęcie. Alicia serwuje na nim drinki. Wśród gości jest tajemniczy mężczyzna, siedzący plecami do kamery. Obserwując nieznajomego, dziewczyna, po spożyciu alkoholu, prosi wszystkich aby już poszli. Następnie, będąc w stanie upojenia alkoholowego, siedzi przy stoliku z mężczyzną, zapraszając go na piknik. Obydwoje wychodzą z domu. Alicia prowadzi samochód. Wkrótce zatrzymuje ich policjant na motocyklu (Garry Owen). Współpasażer Alicii okazuje funkcjonariuszowi dokument tożsamości, po czym policjant salutuje mu, przeprasza i odjeżdża. Zdenerwowana Huberman podejrzewa, że mężczyzna, który przedstawia się jej jako Devlin (Cary Grant), jest policjantem. Po krótkiej szarpaninie ten uderza ją w twarz i siada za kierownicą samochodu. Następnego ranka Alicia budzi się w łóżku. Devlin oferuje jej pracę, polegającą na infiltracji kilku niemieckich dygnitarzy, działających w Rio de Janeiro w Brazylii, którzy opłacali jej ojca. Dziewczyna początkowo odmawia, twierdząc, że nie interesuje jej patriotyzm. Devlin uświadamia Huberman, że dom, w którym mieszka był na podsłuchu przez ostatnie trzy miesiące. Puszcza nagranie, na którym Alicia odmawia współpracy z ojcem, ponieważ „kocha ten kraj”. Po szeregu wątpliwości dziewczyna zgadza się na udział w niebezpiecznym zadaniu.
Podczas lotu samolotem do Rio de Janeiro, Devlin rozmawia ze swoim szefem Paulem Prescottem (Louis Calhern), po czym informuje Huberman o śmierci jej ojca, który popełnił samobójstwo w więziennej celi, zażywszy truciznę. W następnej scenie obydwoje siedzą w kawiarni, gdzie Alicia początkowo komplementuje swoją trzeźwość, lecz Devlin pozostaje oschły w stosunku do dziewczyny. Spacerując wzgórzem, dziewczyna drwi z mężczyzny, mówiąc, że boi się on miłości. Devlin chwyta ją w ramiona i całuje. Tymczasem kapitan Prescott odbywa w swoim biurze naradę ze współpracownikami, zapewniając ich, że Alicia jest idealną osobą do wykonania zadania, a Devlin nie wie o prawdziwym charakterze misji. Mężczyzna przywozi Huberman do jej apartamentu. W pokoju dochodzi do kolejnego pocałunku, przerywanego rozmową o kolacji i telefonicznym połączeniem z hotelem w Paryżu. Alicia wyznaje Devlinowi, że ich znajomość jest „dziwnym rodzajem miłości”, ponieważ on jej nie kocha. Mężczyzna twierdzi, że „czyny mówią lepiej niż słowa”. Następnie zostaje wezwany do biura Prescotta. Gdy dowiaduje się o prawdziwym charakterze misji, zaniepokojony uważa, że Huberman nie podoła zadaniu. Jego przełożeni uświadamiają mu, że Alicia została wybrana dlatego, że zna Sebastiana Alexandra (Claude Rains), który kiedyś się w niej kochał. Gdy Devlin wraca do apartamentu, Alicia przygotowuje kurczaka na kolację. Mężczyzna pyta ją o człowieka nazwiskiem Sebastian. Alicia przyznaje, że był on przyjacielem jej ojca. Zamyślony pozostawia jej wybór, oczekując jednak jasnej odpowiedzi. Rozgoryczona brakiem czułości, wiary i wsparcia, dziewczyna decyduje się kontynuować misję.

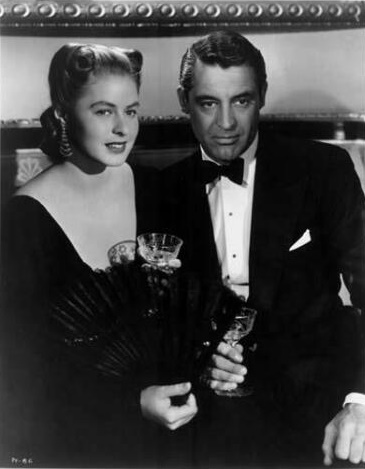
Ingrid Bergman i Cary Grant w scenie z filmu

Jadąc samochodem następnego dnia, omawiają wspólnie strategię spotkania z Sebastianem. W trakcie przejażdżki konnej, Devlin i Huberman zauważają Sebastiana, lecz ten w pierwszej chwili nie rozpoznaje dziewczyny. Devlin aranżuje drugą szansę, płosząc konia, na którym siedzi Alicia. Na pomoc rusza jej Sebastian. Obydwoje spotykają się później w eleganckim salonie, gdzie piją martini. Sebastian komplementuje dziewczynę, z kolei ona wyznaje mu, że czuje się z nim jak w domu. Gdy Huberman przygotowuje się na wieczorną kolację w swoim apartamencie, Prescott instruuje ją jak zachowywać się na przyjęciu u Sebastiana. Alicia udaje się limuzyną do rezydencji mężczyzny, znajdującej się nad wybrzeżem. Służący Sebastiana (Alexis Minotis) zaprowadza dziewczynę do biblioteki, gdzie spotyka matkę mężczyzny (Leopoldine Konstantin). Kobieta jest zdumiona faktem, że Huberman nie uczestniczyła w procesie swojego ojca, lecz Alicia odpowiada, że sobie tego nie życzył. Następnie dziewczyna zostaje przedstawiona najbliższym współpracownikom Sebastiana, po czym zasiada przy stole. Jest świadkiem sceny, gdzie jeden z nich, Emil Hupka (Eberhard Krumschmidt), pokazuje nerwowo na butelkę z winem, lecz gospodarz chwyta go za dłoń i obaj odchodzą. Gdy mężczyźni odbywają naradę, dochodzą do wniosku, że to niebezpieczny błąd, który mógł kosztować zbyt wiele. Decydują, że Hupka musi zostać zamordowany. Następnego dnia Sebastian wraz z matką udają się na tor wyścigowy. Mężczyzna ma żal do kobiety, uważając, że jest zbyt oschła w stosunku do Huberman. W międzyczasie Devlin odnajduje w tłumie dziewczynę, która przekazuje mu szczegóły na temat nowo poznanych przyjaciół Sebastiana. Alicia po raz kolejny zarzuca mu brak czułości i wiary, lecz mężczyzna pozostaje niewzruszony. Wkrótce dołącza do nich Sebastian. Devlin żegna się i odchodzi. Sebastian przyznaje, że obserwował ich i doszedł do wniosku, że Huberman jest zakochana w Devlinie, lecz ona temu zaprzecza.
W biurze Prescotta trwa narada, podczas której mężczyźni ustalają, że w domu Sebastiana mieszka i eksperymentuje Wilhelm Otto Renzler, podający się za doktora Andersona (Reinhold Schünzel). Do budynku przychodzi Huberman, informując, że Sebastian chce ją poślubić. Devlin bez oporu wyraża zgodę. Tymczasem Sebastian kłóci się z matką. Zarzuca jej zazdrość oraz informuje, że wesele odbędzie się w przyszłym tygodniu, a ona będzie na nim mile widziana, jeśli zechce przyjechać. Po powrocie z miesiąca miodowego Alicia rozpakowuje się w towarzystwie służących. Szukając miejsca na ubrania odkrywa, że jedno z pomieszczeń jest zamknięte, a wszelkie klucze w domu przetrzymuje matka Sebastiana. Huberman idzie do pokoju, w którym odbywa się spotkanie biznesowe. Sebastian udaje się wraz z nią na górę i idzie do matki po klucze, po czym wręcza je dziewczynie i wraca do swoich obowiązków. Jedynym zamkniętym pomieszczeniem pozostaje składnica wina, do której klucze ma Sebastian. Podczas spotkania z Devlinem w parku Alicia przyznaje, że jest zmęczona i nie może dostać się do pomieszczenia z winem. Mężczyzna sugeruje, aby ta namówiła Sebastiana do zorganizowania przyjęcia, na które on przyjdzie i postara się pomóc. Wieczorem, gdy jej mąż przygotowuje się do uroczystości, dziewczyna zabiera z kompletu jeden z kluczy. Odchodząc od biurka, mężczyzna podąża za nią, chwyta za obie dłonie i całuje jedną z nich. Alicia w przerażeniu upuszcza klucz na dywan, po czym przytula się do Sebastiana.

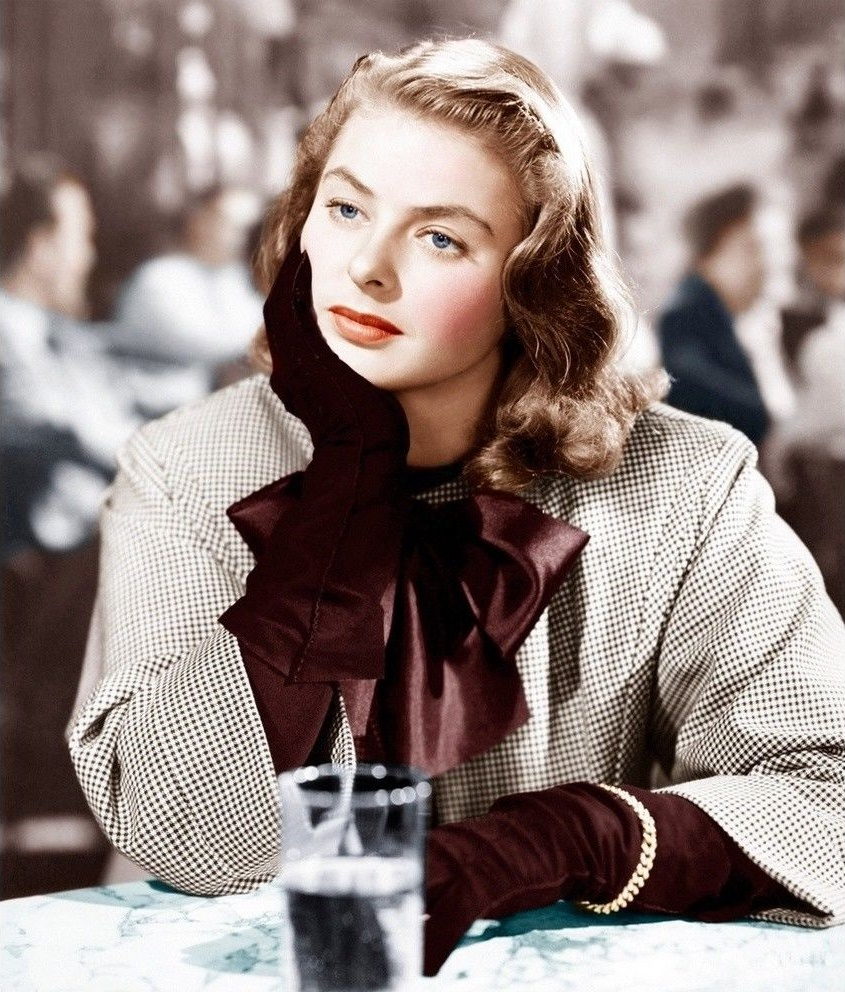
Ingrid Bergman jako Alicia Huberman w scenie z filmu

Wieczorem goście wypełniają salę wejściową rezydencji Sebastiana. Alicia stoi nerwowo na środku, trzymając w ręku klucz do składnicy wina. Dołącza wraz z mężem do reszty gości. W tym czasie na uroczystość przybywa Devlin. Huberman, zauważywszy go spośród tłumu, podchodzi do niego. Mężczyzna całuje ją w dłoń i przechwytuje klucz. Do dyskutującej pary podchodzi obserwujący ich Sebastian, witając się z gościem. Alicia prosi mężczyznę, by ten zaczekał w ogrodzie. Wkrótce dołącza do niego, otwierając mu drzwi ogrodowe. Devlin wchodzi do składnicy wina, a Alicia czeka przed wejściem. Przeglądając pomieszczenie, mężczyzna niechcący strąca z półki jedną z butelek, która tłucze się na podłodze. Zamiast rozlanego wina widoczny jest czarny piasek/kruszec. Podejrzewając, że może to być ruda metalu, Devlin zabiera próbkę ze sobą. Słysząc, że ktoś schodzi, obydwoje sprzątają resztki piasku i opuszczają pomieszczenie. Alicia spostrzega Sebastiana schodzącego ze schodów i uświadamia sobie, że ich widział. Będąc przed drzwiami wejściowymi, Devlin całuje dziewczynę. Świadkiem pocałunku jest Sebastian i jego służący. Mężczyzna podchodzi do pary. Huberman i Devlin zapewniają go, że ich romans się skończył. Sebastian prosi swoją żonę, aby udała się na górę, gdzie czekają na nią goście. Wraz ze służącym idą do składnicy wina. Przed wejściem orientuje się, że nie ma klucza do drzwi. Rozmyśla się i mówi do Josepha, że goście nie potrzebują więcej szampana. Pod koniec uroczystości Alicia przeprasza męża za swoje zachowanie, on także prosi ją o wybaczenie. Przed snem mężczyzna ogląda breloczek z brakującym kluczem do składnicy wina. Następnego ranka zauważa, że klucz jest już dołączony do kompletu. Będąc w szlafroku udaje się do składnicy, gdzie na miejscu odkrywa plamę na podłodze, brak jednej butelki i odłamki szkła. Zdruzgotany idzie do pokoju matki, mówiąc jej, że ożenił się z amerykańską agentką. Boi się konsekwencji ze strony swoich współpracowników, lecz matka, która z początku czyni mu zarzuty i przypomina, że go ostrzegała, uspokaja go, obmyślając plan zemsty.

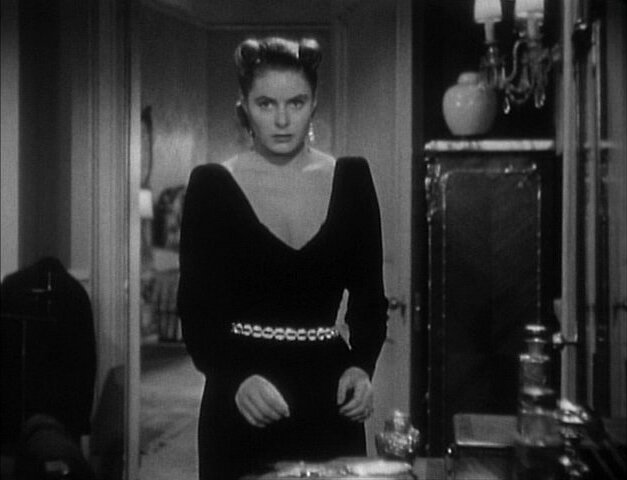
Ingrid Bergman w scenie wykradania klucza do składnicy z winem Sebastiana

Nazajutrz Sebastian podaje żonie kawę. Gdy dziewczyna udaje się do biura Prescotta, uskarża się na rażące światło i ból głowy. Oficer informuje ją, że próbki zebrane w składnicy okazały się rudą uranu oraz że Devlin poprosił o przeniesienie do Hiszpanii. Po wypiciu kolejnej kawy, wybiera się z Sebastianem na spacer, podczas którego zaczynają doskwierać jej zawroty głowy. Następnie udaje się na spotkanie z Devlinem w parku. Mężczyzna jest zaniepokojony jej stanem zdrowia, lecz ona tłumaczy, że to jedynie kac. Devlin myśli, że Alicia powróciła do picia. Oddaje mu pożyczoną w Miami apaszkę i żegna się z nim. W salonie Sebastiana doktor Anderson niepokoi się wyglądem Alicii. Doradza jej wizytę u lekarza, lecz dziewczyna ignoruje uwagi. Staje się podejrzliwa, gdy jej mąż próbuje zmieniać temat rozmowy. Kiedy lekarz przypadkiem podnosi kawę należącą do dziewczyny, Sebastian i jego matka natychmiast zwracają mu uwagę. Zaniepokojona Alicia wstaje, lecz stan jej zdrowia gwałtownie się pogarsza. Zaczyna miewać silne zawroty i kłopoty ze wzrokiem. Z trudem porusza się i upada tuż przed schodami. Joseph i doktor Anderson pomagają jej wejść na górę, jednak na widok Sebastiana Alicia dostaje ataku histerii. Anderson nalega by wezwać lekarza, lecz mąż Huberman nakazuje rozłączyć telefon w jej pokoju, tłumacząc, że potrzebuje spokoju. Tymczasem Devlin czeka do wieczora w parku na ławce. Zaniepokojony wraca do biura, informując Prescotta, że musi odwiedzić Sebastiana. Na miejscu dowiaduje się od Josepha, że Alicia jest chora. Potajemnie udaje się do pokoju dziewczyny na piętrze. Przykuta do łózka Alicia przyznaje, że została zdekonspirowana przez Sebastiana i jego matkę. Devlin decyduje się wyznać miłość dziewczynie i zapewnia, że ją uratuje. Pomaga się jej ubrać, lecz Alicia jest bardzo słaba, z powodu ciągle działających pigułek nasennych. Wyznaje mu, że piasek pochodzi z gór Aimress. Na schodach napotykają Sebastiana. Devlin tłumaczy mu, że zabiera dziewczynę do szpitala, aby ją uratować. Szantażuje mężczyznę, że jego współpracownicy o wszystkim się dowiedzą, jeżeli będzie stawiał opór. W tym czasie z gabinetu wychodzą współpracownicy Sebastiana. Devlin odjeżdża wraz z dziewczyną, pomimo błagań Sebastiana, aby go zabrali ze sobą. Jego współpracownicy zaczynają się domyślać faktów. Pogodzony z losem Sebastian wraca powoli do domu.

## Obsada

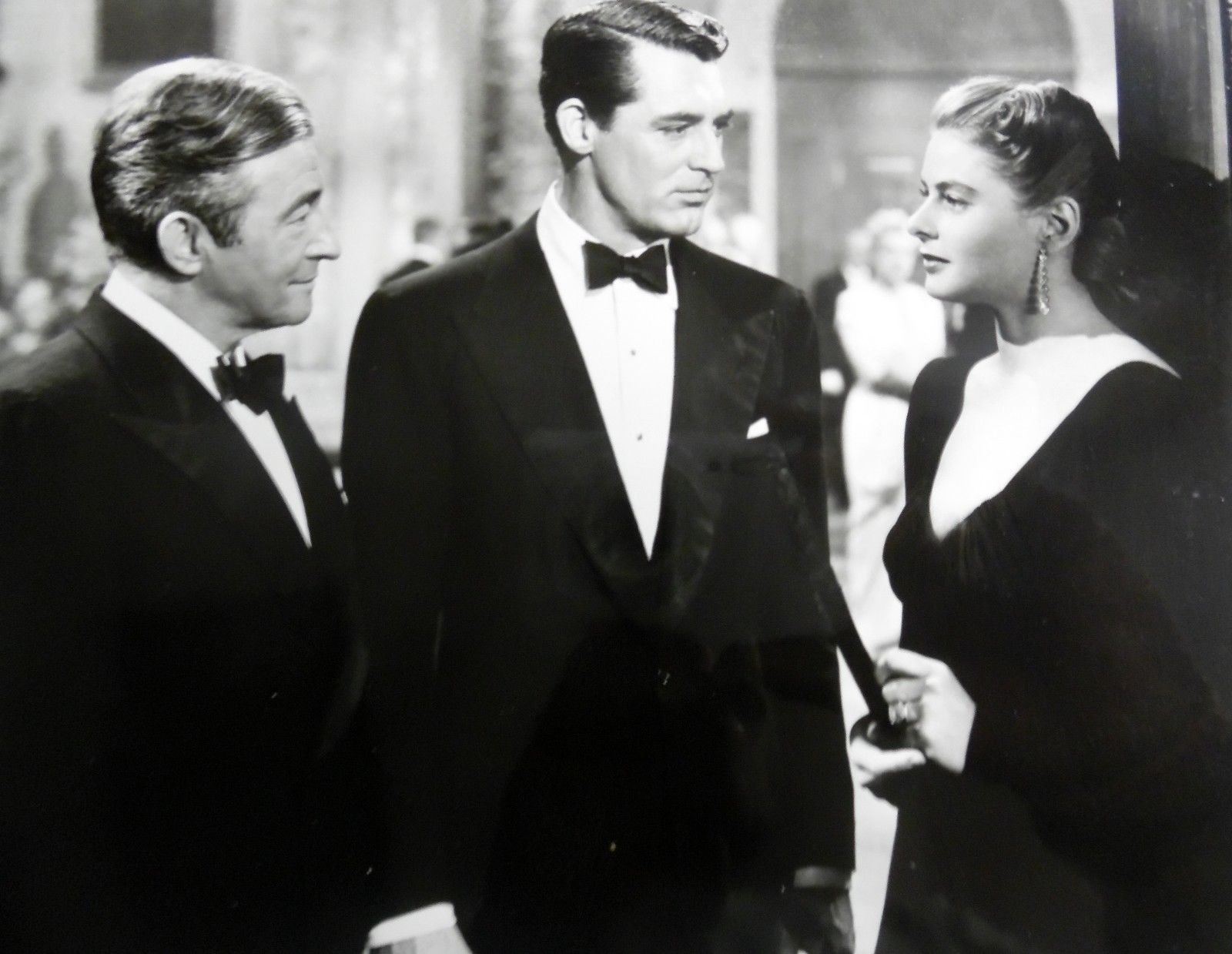
Odtwórcy głównych ról: Claude Rains, Cary Grant i Ingrid Bergman

Opracowano na podstawie materiału źródłowego:

- Ingrid Bergman – Alicia Huberman
- Cary Grant – T.R. Devlin
- Claude Rains – Alexander Sebastian
- Louis Calhern – kapitan Paul Prescott, oficer United States Secret Service
- Leopoldine Konstantin – madame Anna Sebastian
- Reinhold Schünzel	– Wilhelm Otto Renzler, alias doktor Anderson, spiskowiec nazistowski
- Moroni Olsen – Walter Beardsley, oficer United States Secret Service
- Ivan Triesault – Eric Mathis, spiskowiec nazistowski
- Alexis Minotis – Joseph, służący Sebastiana (wym. w czołówce jako Alex Minotis)
- Wally Brown – pan Hopkins, rezydent wywiadu amerykańskiego
- Eberhard Krumschmidt – Emil Hupka, metalurg, spiskowiec nazistowski
- Fay Baker – Ethel
- Sir Charles Mendl – komandor w Miami
- Ricardo Costa – doktor Julio Barbosa
- Bea Benaderet – urzędniczka w archiwum (niewym. w czołówce)
- Peter von Zerneck – spiskowiec nazistowski (niewym. w czołówce)
- Friedrich von Ledebur – Knerr, spiskowiec nazistowski (niewym. w czołówce)
- Alfred Hitchcock – mężczyzna pijący szampana na przyjęciu (cameo)[c]

## Produkcja

### Scenariusz i przygotowania

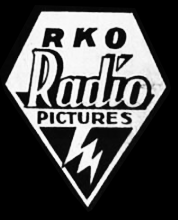
Studio RKO Radio Pictures odkupiło od Selznicka prawa do filmu w czerwcu 1945 za kwotę 800 tys. dolarów

Pierwsze przymiarki do zarysu fabuły pojawiły się w sierpniu 1944. Podczas lunchu między Alfredem Hitchcockiem i współpracowniczką producenta Davida O. Selznicka Margaret McDonell, reżyser miał przyznać, że chciałby zrealizować opowieść poświęconą wykorzystaniu czyjegoś zaufania do przestępstwa. W roli głównej Hitchcock widział Ingrid Bergman. Dwa dni po zakończeniu zdjęć do Urzeczonej (1945), udał się do Londynu, podejmując rozmowy z Sidneyem Bernsteinem, dotyczące utworzenia studia Transatlantic Pictures. Reżyser spędził w stolicy dziesięć tygodni, lecz rozmowy nie przyniosły żadnych istotnych uzgodnień przybliżających do finalizacji przedsięwzięcia. Przed powrotem do Hollywood, Selznick zaproponował Hitchcockowi nowy projekt. Przebywając w Londynie, reżyser dowiedział się od asystenta producenta, że jest on gotów do pracy nad kolejnym filmem. Po komercyjnym sukcesie Urzeczonej, Selznick rozpoczął przygotowania do produkcji. Uważał, że dobrym punktem wyjścia będzie opublikowany w listopadzie 1921 na łamach „The Saturday Evening Post” dwuodcinkowy komiks The Song of the Dragon Johna Taintora Foote’a, w którym aktorka zostaje namówiona do tego, by uwieść domniemanego podwójnego agenta i odkryć jego tajemnicę.

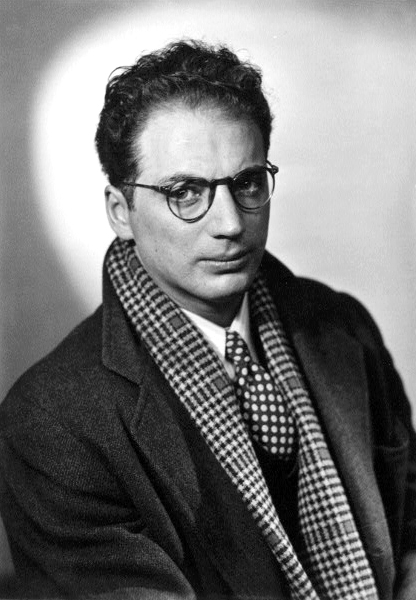
Poprawki naniesione w scenariuszu przez Clifforda Odetsa, nie zostały uwzględnione podczas filmowania

Po powrocie do Stanów Zjednoczonych Hitchcock spotkał się w Nowym Jorku (niektóre źródła podają Nyack) z Benem Hechtem, w celu omówienia nowego filmu – już na wczesnym etapie zatytułowanym Osławiona. W grudniu 1944 spotykali się obydwaj kilka razy w tygodniu w domu Hechta, gdzie pracowali od dziewiątej rano do szóstej po południu, skupiając się na głównych postaciach (w sierpniu obydwaj naszkicowali opracowanie). Jak opisywał Frank Nugent z „The New York Timesa”: „Pan Hecht zwieszał z krzesła albo sofy lub też artystycznie rozpościerał się na podłodze. Pan Hitchcock, budda o wadze prawie dziewięćdziesięciu kilo, zazwyczaj siedział wyprostowany na krześle, z rękami splecionymi na brzuchu i oczkami skrzącymi się jak okrągłe guziczki”. Poprawki w scenariuszu Hitchcock nanosił wieczorami w miejscowym hotelu. W ciągu trzech tygodni opracowali pięćdziesięciostronnicowy projekt.
W marcu 1945 Hecht i Hitchcock powrócili do Los Angeles, aby dokończyć współpracę. Gdy dowiedzieli się o pierwszych testach broni atomowej przeprowadzanych w Nowym Meksyku, postanowili dodać do scenariusza wątek z wykorzystaniem uranu. Ukończone partie wysyłali producentowi do akceptacji. 25 maja wczesna wersja szkicu scenariusza została odrzucona przez MPAA/PCA. Powodem była „rażąca niemoralność głównej bohaterki”. Hitchcock odbył także spotkanie z asystentem sekretarza stanu, w celu uzyskania niezbędnych zezwoleń.
Według biografa Leonarda J. Leffa „koniec wojny sygnalizował okres regulacji i subtelnych zmian sojuszy, zarówno na świecie, jak i w Hollywood”. Zdaniem autora relacje między Hitchcockiem a Selznickiem uległy zmianie, a współpracująca z reżyserem od połowy lat 20. Alma Reville nie brała udziału w powstawaniu filmu. Miesiące pisania i przepisywania scenariusza okazały się kosztowne. Reżyser i scenarzysta otrzymywali wysokie tygodniowe płace (5 tys. dolarów). Wszelkie opóźnienia wywoływały irytację Selznicka. Dodatkowym problemem była nowa umowa pomiędzy producentem a Hitchcockiem. Reżyser wahał się przed jej podpisaniem, ponieważ cały czas czekał na porozumienie z Bernsteinem w ramach Transatlantic Pictures. Zniecierpliwiony Selznick, by oszczędzić sobie obecnych i przyszłych strat, zdecydował się w czerwcu na odsprzedanie projektu RKO Radio Pictures, które zaoferowało odkupienie praw za 800 tys. dolarów oraz zagwarantowało producentowi połowę z zysków netto. Selznick zarobił na marży ze sprzedaży 500 tys. dolarów, podczas gdy Hitchcock nie otrzymał nic. Mimo to reżyser wyrażał zadowolenie z takiego obrotu spraw, mając dobre wspomnienia ze współpracy z RKO podczas realizacji filmów Pan i pani Smith i Podejrzenie (oba z 1941).
Pomimo sprzedaży praw, producent uważał, że jego udział w zyskach netto nadal upoważniał go do pracy przy projekcie. Kiedy Stany Zjednoczone 6 i 9 sierpnia 1945 przeprowadziły atak atomowy na Hiroszimę i Nagasaki, postanowiono przerobić scenariusz, z którego niezadowolony był Selznick. Producent wykonawczy RKO William Dozier poprosił dramaturga Clifforda Odetsa, którego uznawano za specjalistę od dialogu, by ten naniósł finalne poprawki do scenopisu. Hecht miał dosadnie negatywne odczucia do korekt wprowadzonych przez Odetsa. Zdaniem Spoto jego poprawki nie zostały uwzględnione przez Hitchcocka.

### Casting

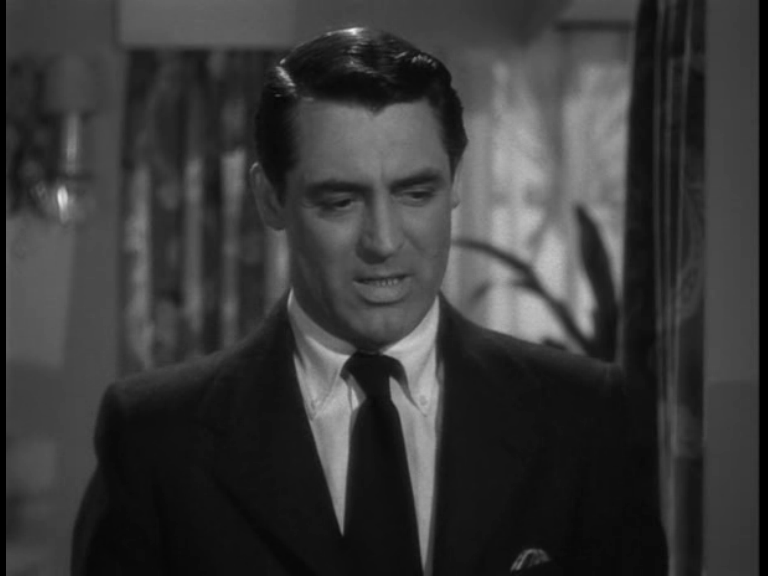
Cary Grant otrzymał rolę Devlina, mimo sprzeciwu Selznicka

Według Doziera studio nie posiadało własnych gwiazd filmowych, „więc musieliśmy wziąć to, co mogliśmy dostać, traktować ich dobrze, sprawić, by czuli się jak w domu, dać im dużo współpracy”. Patrick McGilligan napisał, że „w latach 40. reżyser rzadko zdobywał wymarzoną obsadę do swoich filmów, ale Osławiona stanowi wspaniały wyjątek”.
Do głównej roli kobiecej Selznick początkowo chciał zaangażować Vivien Leigh, lecz jej kandydaturze stanowczo sprzeciwił się Hitchcock, uznając, że byłaby ona „całkowicie zła” w kreacji Alicii Huberman. Angaż otrzymała Ingrid Bergman, która rok wcześniej wystąpiła u angielskiego reżysera w psychologicznym dreszczowcu noir Urzeczona u boku Gregory’ego Pecka. W trakcie realizacji wspomnianego filmu, aktorka nawiązała bliską przyjaźń z Hitchcockiem. W ocenie McGilligana Bergman odczuwała znużenie kreacjami świętych, a w filmie Osławiona miała okazję zagrać „pełną wstydu pijaczkę, gotową przespać się z samym diabłem”.

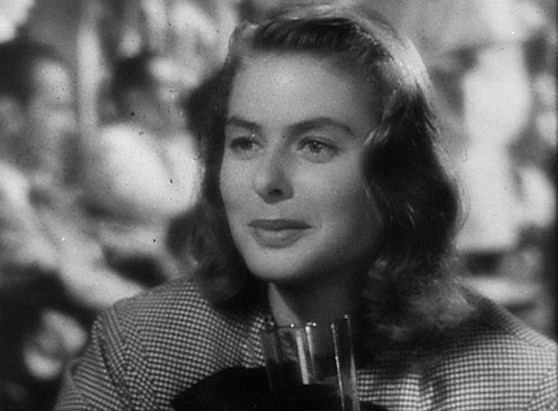
Pozytywna współpraca na planie Urzeczonej zaowocowała ponownym angażem Ingrid Bergman

Selznick opowiadał się za obsadzeniem w głównej roli męskiej Josepha Cottena, z którym miał podpisany kontrakt. Producent uważał, że pierwszy film, w którym pojawi się motyw z użyciem bomby atomowej, będzie prawdziwym sukcesem komercyjnym. Krytycznie odnosił się do angażu Cary’ego Granta (mającego na swoim koncie współpracę z Hitchcockiem; w 1941 zrealizowali wspólnie psychologiczny dreszczowiec Podejrzenie, gdzie aktorowi partnerowała Joan Fontaine). Uważał bowiem, że Grant będzie trudny we współpracy i zażąda zbyt wysokiego wynagrodzenia. Hitchcock i Dozier powołali się na klauzulę w umowie sprzedaży filmu, blokując tym samym próby odrzucenia kandydatury Granta przez producenta. Pod koniec sierpnia 1945 aktor podpisał kontrakt na udział w filmie.
Do roli Alexandra Sebastiana Hitchcock chciał zaangażować Cliftona Webba, jednak Selznick przekonał reżysera do kandydatury Claude’a Rainsa, znanego między innymi z filmu Pan Smith jedzie do Waszyngtonu (1939, reż. Frank Capra). Niektóre źródła podawały, że sytuacja była odwrotna; to reżyser miał protestować przeciwko kandydaturze Webba, zgłoszonej przez producenta. Wśród innych rozpatrywanych odtwórców roli Sebastiana byli George Sanders (współpracujący z Hitchcockiem przy okazji realizacji Rebeki w 1940) i włoski śpiewak operowy i aktor Ezio Pinza. Ostatnią nieobsadzoną rolą była postać madame Anny Sebastian. Pod uwagę brane były Ethel Barrymore i Mildred Natwick, lecz Reinhold Schünzel, wcielający się w postać Wilhelma Otto Renzlera, zasugerował Hitchcockowi i Dozierowi Leopoldine Konstantin, jedną z najwybitniejszych przedwojennych aktorek niemieckiego kina, dla której był to pierwszy i ostatni występ w amerykańskim filmie. Spoto określił jej kreację mianem jednego z „niezapomnianych portretów w filmach Hitchcocka”. Francuski reżyser François Truffaut był zdania, że „jednym z kluczy do sukcesu filmu [Osławiona] jest perfekcyjny dobór aktorów”.

### Realizacja

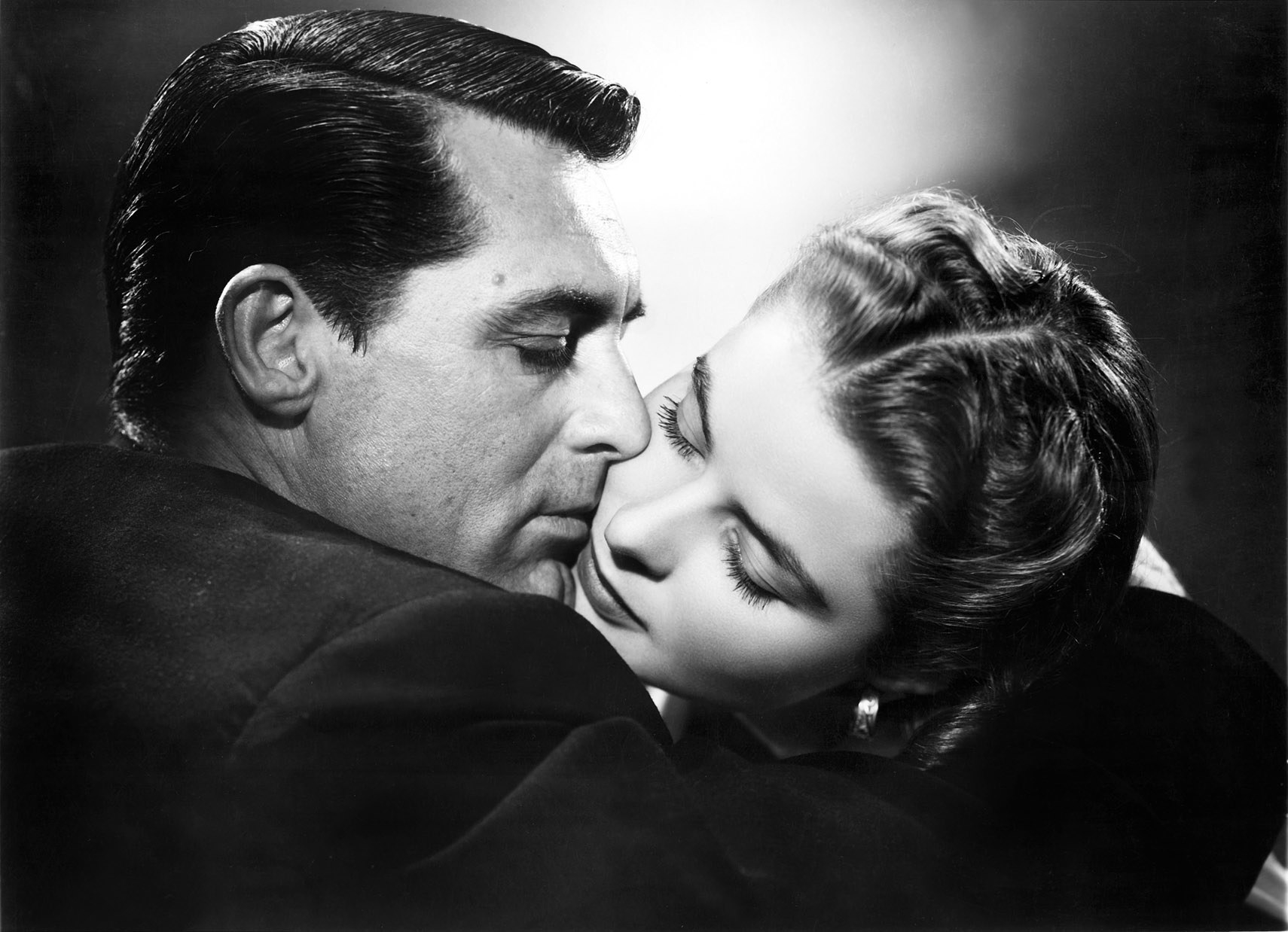
Scena pocałunku Granta i Bergman przeszła do historii filmu

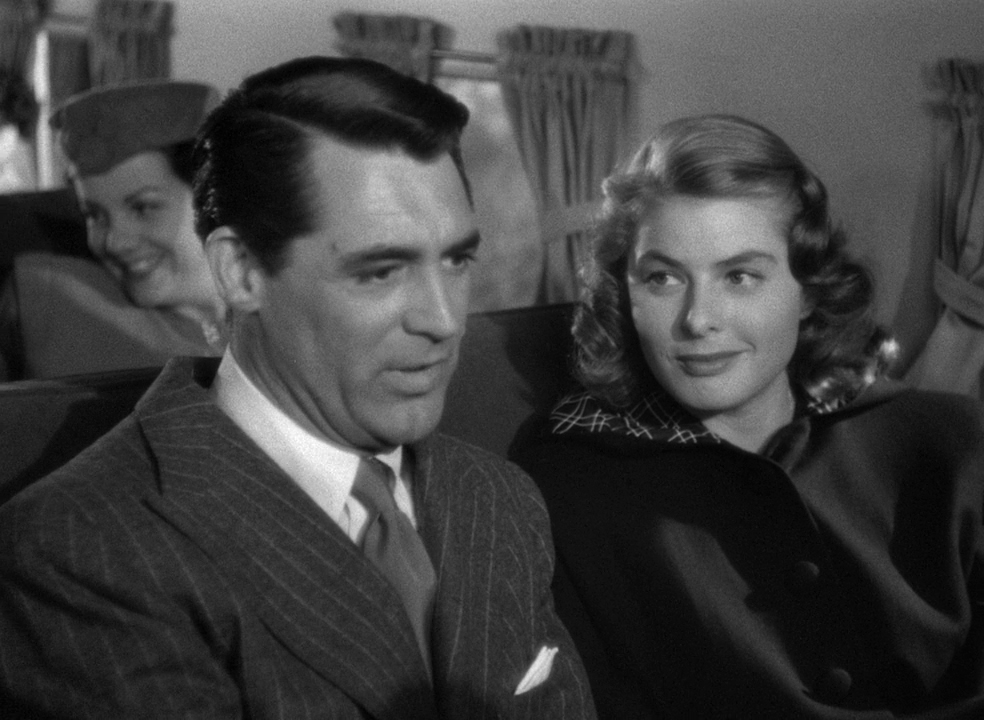
Cary Grant i Ingrid Bergman w scenie z filmu

Po skompletowaniu obsady, ekipy, rocznych przygotowaniach i miesięcznym pobycie Hitchcocka w Anglii, zdjęcia do Osławionej rozpoczęto 22 października 1945. Proces realizacji przebiegał pomyślnie. Relacje reżysera z Bergman, Grantem i Rainsem układały się bardzo dobrze. Hitchcock szczególnie cenił sobie przyjaźń z Rainsem, również wywodzącym się z Londynu. Reżyser pozwolił aktorowi podjąć decyzję, czy powinien zagrać z silnym akcentem niemieckim (z czego ostatecznie nie skorzystał). Zdaniem Patricii Hitchcock jej ojciec był blisko z aktorami na planie, często udzielając wielu wskazówek i instrukcji w poszczególnych scenach.
Hitchcock miał komfort filmowania w warunkach które lubił, nie korzystając praktycznie z plenerów. Ujęcia na zewnątrz (między innymi widok Rio de Janeiro) uzyskano dzięki zastosowaniu efektu tylnej projekcji, za którą odpowiedzialni byli Paul Eagler i Vernon L. Walker. Na polecenie Selznicka, do Brazylii wysłano Gregga Tolanda, by wykonał zdjęcia autentycznej scenerii, które następnie wymieszano ze zdjęciami studyjnymi Hitchcocka. Toland odpowiedzialny był również za sfilmowanie wyścigów konnych, które reżyser wykorzystał jako odbicie w okularach Bergman. Jedyną sceną zrealizowaną w plenerze była ta w klubie jeździeckim, kiedy dwójka bohaterów kreowanych przez Bergman i Granta nawiązuje kontakt z Sebastianem. Nagrywano ją w Los Angeles County Arboretum and Botanic Garden w Arcadii w Kalifornii. Innymi plenerami były Baldwin Park, Beverly Hills, tor wyścigowy Santa Anita Park, Miami na Florydzie oraz Rio de Janeiro. Kostiumy dla Bergman przygotowała wypożyczona z Paramount Pictures Edith Head, która od tej pory często współpracowała z Hitchcockiem.
Jednym z głównych zadań Hitchcocka w trakcie filmowania było zapewnienie odpowiedniej relacji pomiędzy Bergman i Grantem. Reżyser szczególny nacisk kładł na zbliżenia lub półzbliżenia kamery na twarze odtwórców głównych ról, chcąc w ten sposób ukazać emocje bohaterów. Jak argumentował: „To jej rysy będą prowadzić wzrok widza, a przemyślana organizacja  tych owalnych kształtów w prostokącie sceny jest prawdziwym egzaminem dla reżysera”. Problemem w trakcie filmowania okazał się niski wzrost Rainsa. We wspólnych scenach z wyższą Bergman, aktor musiał stawać na specjalnym pudle oraz korzystać z butów na podwyższonym obcasie. W trakcie jednego z ujęć, gdzie para aktorów poruszała się w pełnym kadrze, reżyser układał deski coraz wyżej, gdy Rains zbliżał się w stronę kamery, dzięki czemu mógł sfilmować parę w ujęciu panoramicznym.

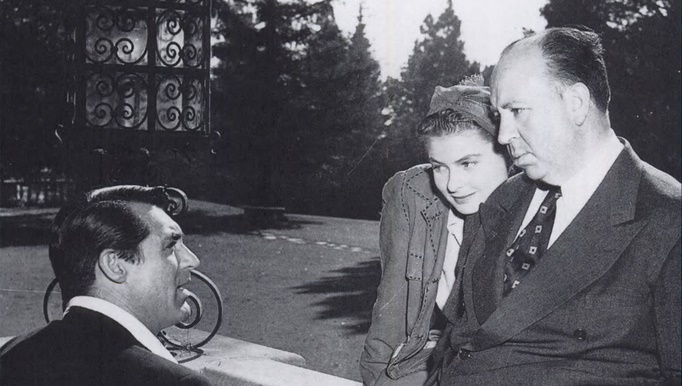
Alfred Hitchcock miał dobre relacje z Carym Grantem i Ingrid Bergman w trakcie realizacji filmu Osławiona

Najbardziej pamiętną sceną z filmu jest trwający prawie dwie i pół minuty pocałunek odgrywany przez Bergman i Granta. Hitchcock przerywał ujęcie co trzy sekundy, stosując się tym samym do obowiązującego kodeksu Haysa, zabraniającego zbyt długich i niestosownych scen. Mimo zapewnień ze strony reżysera, zarówno Bergman, jak i Grant odczuwali pewien dyskomfort, mając obawy jak zostanie to pokazane na ekranie. „Pocałowaliśmy się i rozmawialiśmy, po czym pochyliliśmy się i znów się pocałowaliśmy… cenzorzy nie mogli wyciąć i nie wycięli tej sceny, ponieważ nasz pocałunek nigdy nie trwał dłużej jak trzy sekundy… przygryzaliśmy sobie nawzajem uszy i całowaliśmy się w policzek, tak, że wyglądało to jakby trwało nieprzerwanie” – wspominała w późniejszych latach aktorka. Hitchcock przyznawał, że zależało mu na uniknięciu unicestwienia dramatycznej atmosfery, przez co dwoje bohaterów, tkwiąc w uścisku, wielokrotnie zmieniało pozycję, podchodząc do dzwoniącego telefonu czy przesuwając się w kierunku drzwi. Scena ta przeszła do historii filmu, a Paul Duncan określał ją mianem „najbardziej intymnego i erotycznego pocałunku”.
Pomimo wcześniejszej współpracy z Hitchcockiem nad Urzeczoną, Bergman w trakcie realizacji była nerwowa, niepewna, markotna i zamknięta w sobie. Życzliwością na planie wykazywał się Grant, który pomagał aktorce, między innymi ćwicząc z nią przez kilka godzin jedną z kwestii. Podczas zdjęć Hitchcock przejawiał coraz większe zauroczenie Bergman, która z kolei wdała się w krótki romans z węgierskim fotoreporterem Robertem Capą. Dobra współpraca ze Szwedką skutkowała tym, że reżyser często słuchał jej sugestii i uwag co do poszczególnych scen w których brała udział oraz wykazywał się większą tolerancją. W późniejszych latach Bergman wspominała okres pracy nad Osławioną jako „najszczęśliwsze doświadczenie” spośród jej trzech filmów zrealizowanych z angielskim reżyserem.

### Montaż i postprodukcja
Ostatni klaps na planie Osławionej padł w styczniu lub lutym 1946. Hitchcock miał całkowitą kontrolę nad każdym aspektem procesu postprodukcji, bez jakichkolwiek ingerencji czy sprzeciwów ze strony producenta, czego brakowało mu przy realizacji Rebeki i Urzeczonej. Zdaniem Petera Ackroyda „być może to właśnie z tego względu film ma bardziej złowrogą wymowę, a napięcie faluje w nim jak przyspieszony puls”. Według Leffa „rytm zbliżeń, koncentracja na przedmiotach i przedstawieniu – w dużej mierze poprzez edycję – świata o zwężonej wizji, są czystym stylem Hitchcocka”. Odpowiedzialny za montaż Theron Warth korzystał ze szkiców oraz transkrypcji notatek reżysera, aby skonstruować każdą scenę. Kiedy materiał został zmontowany, Warth pokazał go Hitchcockowi. Wszelkie uwagi reżysera zapisywał siedzący obok stenograf. Hitchcock nie miał większych zastrzeżeń, jednak w niektórych przypadkach nakazywał zmiany prędkości cięcia, zmiany kąta i odległości kamery oraz zmiany w sekwencji w czasie trwania zbliżenia, szczególnie obiektów. W ocenie McGilligana „Osławiona została zmontowana, scena po scenie, w subtelny, nierzucający się w oczy sposób, który wygląda bardzo nowocześnie nawet dziś”.

### Motywy i tematy
| „Historia, jaką opowiada Osławiona, to odwieczny konflikt miłości i obowiązku. Praca Cary’ego Granta wymaga, by wepchnął on Ingrid Bergman do łóżka Claude’a Rainsa. Jest to sytuacja naprawdę ironiczna i Cary Grant zachowuje przez cały film gorzki wyraz. Claude Rains jest sympatyczny, gdyż padł ofiarą własnej ufności i ponieważ kocha Ingrid Bergman głębiej niż Cary Grant. Oto elementy dramatu psychologicznego, które zostały przeniesione do filmu szpiegowskiego.”– Alfred Hitchcock |

Głównym motywem w Osławionej, na którym zależało reżyserowi, jest zaufanie – jego wstrzymanie (zaufanie, które było pożądane ale odmówiono jego udzielenia) bądź też zbyt pochopne udzielenie. T.R. Devlin potrzebuje dużo czasu, aby odnaleźć zaufanie do samego siebie, podczas gdy Alexander Sebastian okazuje je bez większych oporów – za co w konsekwencji przyjdzie zapłacić mu wysoką cenę. Film porusza także wątek kobiety, której należy zaufać oraz mężczyzny, który musi otworzyć się na miłość.
Zdaniem Jacka Sullivana T.R. Devlin czyni z Huberman seksualną przynętę, odmawiając przy tym jakiegokolwiek przyjęcia odpowiedzialności za swoją rolę, po czym czuje się wstrząśnięty, gdy kobieta wzorowo wykonuje powierzone jej zadanie. Bohaterka czuje się zimnie zmanipulowana przez mężczyznę, którego kocha, lecz on wykorzystuje jej zachowanie jedynie do celów politycznych. Alicia Huberman obawia się porzucenia z jego strony, zdając sobie jednocześnie sprawę z faktu, że Devlin postawił ją w kłopotliwej sytuacji, nakazując szpiegowanie nazistowskiego kolegi jej ojca i sypianie z nim – mężczyzną, który darzy ją szczerym uczuciem, prawdopodobnie większym niż Devlin. Według Sullivana Alexander Sebastian jest „najbardziej boleśnie sympatycznym czarnym charakterem u Hitchcocka”, napędzanym jego głęboką zazdrością i wściekłością. Podobną opinię wyrażał Truffaut, zdaniem którego Claude Rains był „naprawdę bardzo ludzki w tej roli”.

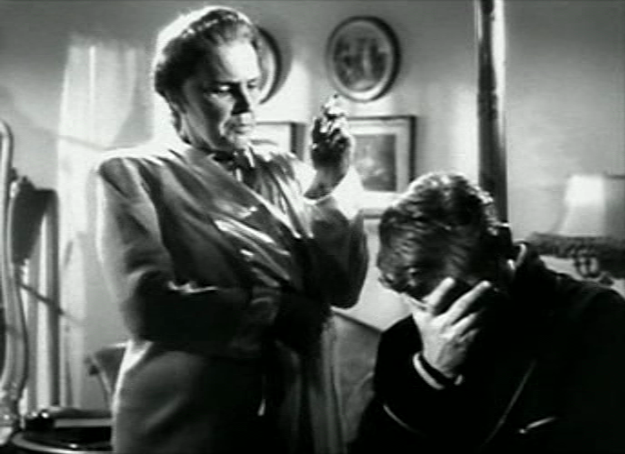
Konstantin i Rains w scenie z filmu. Motyw matki Sebastiana jest jednym z istotnych dla rozwoju akcji filmu

Motyw alkoholu przewija się przez cały czas trwania filmu; dla Huberman jest on ucieczką od poczucia winy i bólu, a nawet trucizną. Kiedy jeden z gości mówi jej na przyjęciu, że ma już dość, kobieta bez wahania odpowiada: „najważniejsze jeszcze się nie zaczęło”. Maskuje emocjonalne odrzucenie przy konsumpcji whisky podczas przyjęcia, w kawiarni w Rio de Janeiro i apartamencie w brazylijskiej metropolii. Picie przybiera walor niebezpieczeństwa, gdy Sebastian podaje jej w kawie truciznę.
Matka reżysera zmarła we wrześniu 1942. Biografowie zwracali uwagę na fakt, że Osławiona jest pierwszym filmem w dorobku Hitchcocka, gdzie rola matki nie ogranicza się jedynie do zwykłej rozmowy, ale pełni istotną funkcję dla rozwoju akcji. Spoto zaznaczył, że poprzez takie filmy jak Psychoza (1960), Ptaki (1963) i Marnie (1964), Hitchcock zaczął sprawiać, że osoba matki była „osobistą przechowalnią jego gniewu, winy, urazy i smutnej tęsknoty”. Jego zdaniem w owym czasie reżyser zastąpił miłość matki, miłością erotyczną. „Oba rodzaje miłości były w rzeczywistości ograniczone do tęsknoty, fantazji i niespełnionych oczekiwań”.
Według Spoto temat patriotyzmu – i jego ograniczenia – sprawiają, że „zdumiewającym jest, że film został w ogóle wyprodukowany (i okazał się sukcesem), skoro tak bezpośrednio omawia kwestię prostytucji sponsorowanej przez rząd; szantaż seksualny jest ideą amerykańskich agentów wywiadowczych, którzy beztrosko chcą wykorzystać kobietę (a nawet pozwolić na jej śmierć), by zdobyć cel. Przedstawienie mrocznej strony moralnej amerykańskich urzędników było bezprecedensowe w Hollywood – szczególnie w 1945, kiedy zwycięstwo alianckie zapoczątkowało erę zrozumiałego, ale ostatecznie niebezpiecznego szowinizmu w amerykańskim życiu”.

### MacGuffin

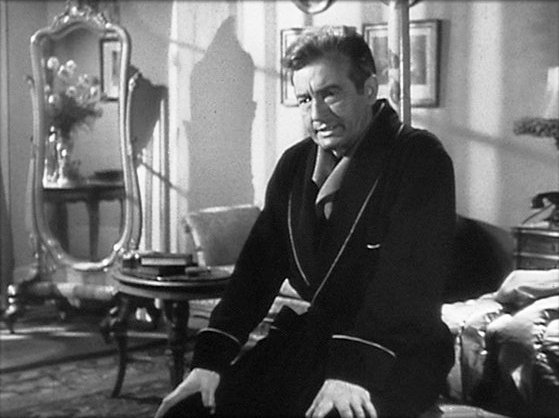
Claude Rains jako Alexander Sebastian w scenie z filmu

Po przystąpieniu do pisania scenariusza, Hecht i Hitchcock zastanawiali się nad wykorzystaniem MacGuffina w filmie. Słysząc o próbach atomowych przeprowadzanych w Nowym Meksyku w 1944, postanowili umieścić w fabule wątek z ukrytym w butelkach z winem uranem. Reżyser odbył rozmowy z producentem filmu, który nie mając żadnej wiedzy o broni atomowej, podchodził do całego pomysłu z dużym dystansem. „Producent był sceptyczny i uważał, że absurdem jest wykorzystanie idei bomby atomowej jako podstawy naszej historii. Powiedziałem mu, że to nie jest podstawa tej fabuły, tylko MacGuffin, i wyjaśniłem, że nie ma potrzeby przywiązywać do niego zbyt dużej wagi. Na koniec powiedziałem: «Jeśli nie podoba się panu uran, weźmy sztuczne diamenty; wyobraźmy sobie, że są Niemcom niezbędne na przykład do szlifowania narzędzi»” – wspominał Hitchcock. Jego zdaniem Selznick zdecydował się odsprzedać film RKO, ponieważ fabuła z użyciem uranu wydawała mu się niewiarygodna.
Chcąc skonsultować swój pomysł, Hecht i Hitchcock umówili się w połowie marca 1945 na spotkanie z Robertem Millikanem, laureatem nagrody Nobla w dziedzinie fizyki, w California Institute of Technology w Pasadenie. „Wprowadzono nas do jego gabinetu, w kącie stało popiersie Einsteina, było to bardzo imponujące. Nasze pierwsze pytanie brzmiało: «Doktorze Millikan, jaką wielkość mogłaby mieć bomba atomowa?» Popatrzył na nas: «Chcecie aby was aresztowano, a mnie razem z wami?» Następnie przez godzinę opowiadał nam, dlaczego wyprodukowanie bomby atomowej jest niemożliwe, po czym zakończył: «Gdybyśmy tylko potrafili zapanować nad wodorem, to już byłoby coś” – wspominał reżyser.
Wykorzystanie uranu w scenariuszu i odbycie rozmowy z Millikanem spowodowało, że Hitchcock przez trzy miesiące był obserwowany przez FBI.

### Zdjęcia i muzyka
Hitchcock do funkcji operatora zatrudnił Teda Tetzlaffa, współpracującego z Frankiem Caprą, Gregorym La Cavą i René Clairem. Początkowo obydwaj filmowcy mieli odmienne wizje, a Tetzlaff wielokrotnie sprzeciwiał się reżyserowi. Selznick jako autora zdjęć pierwotnie proponował Arthura Edesona (Casablanca; 1942, reż. Michael Curtiz) lub Lee Garmesa (część zdjęć do Przeminęło z wiatrem; 1939, reż. Victor Fleming). Roger Ebert wyrażał pozytywną opinię na temat pracy kamery, pisząc, że „Osławiona jest najbardziej eleganckim wyrazem wizualnego stylu mistrza, podobnie jak Zawrót głowy [1958], będąc najpełniejszym wyrazem jego obsesji. Zawiera jedne z najskuteczniejszych ujęć kamery w jego pracy”. W jednej z pierwszych scen kamera ustawiona jest z tyłu głowy bohatera odgrywanego przez Granta, umożliwiając mu tym samym dokładną obserwację Huberman. James Agee przyznawał, że „subiektywne użycie kamery może na wiele lat być bazą pomysłu na film jako na zbliżenie, i chociaż część twórców próbowało tego, tylko Hitchcock jest człowiekiem, który wie po prostu kiedy i jak”.
Muzykę do filmu skomponował Roy Webb, kompozytor RKO, mający na swoim koncie współpracę między innymi z Maxem Steinerem, którego był asystentem do końca 1935, oraz producentem Valem Lewtonem. Hitchcock początkowo do skomponowania ścieżki dźwiękowej chciał zatrudnić Bernarda Herrmanna (współautora muzyki do Obywatela Kane’a; 1941, reż. Orson Welles), lecz kompozytor zmuszony był odmówić z uwagi na inne zobowiązania. Poprzez niezachwiany dysonans, faworyzowanie oszczędnych motywów i ostinato, Webb znacznie przypominał styl Herrmanna.
Przed odsprzedaniem praw do filmu RKO, Selznick, podobnie jak w przypadku Urzeczonej, próbował ingerować w prace nad muzyką do Osławionej. Był poirytowany faktem, że z poprzedniego filmu żaden utwór nie stał się rozpoznawalny, wobec czego przygotował listę osiemnastu piosenek, które chciał użyć w filmie, wśród nich: „Love Nest”, „Don’t Give Any More Beer to My Father” i „In a Little Love Nest Way Up on a Hill”. Sprzedanie filmu spowodowało usunięcie Selznicka jako decydenta.
Kiedy Webb przystąpił do komponowania, Hitchcock, zdaniem biografów, był „bardzo zaangażowany w muzykę, jak to zwykle robił”. Kompozytor, podobnie jak reżyser, był zwolennikiem nastroju mroku i chaosu. Według Sullivana Webb „wyciągnął swoje ciosy, oszczędzając nokaut na wielkie sceny, jak w spektakularnym gotyckim finale Roberta Wise’a Porywacza ciał [1945]. We wszystkim, od Drapieżnego maleństwa [1938] po Wędrowałam z zombie [1943], kładł nacisk na strukturalną subtelność”. W scenach miłosnych Huberman i Devlina w Rio de Janeiro, kompozytor użył tamburynów, gitar, bębnów i trąbek brazylijskich, by podkreślić „zmysłową grę wstępną dla burzliwej miłości”. W filmie nie zabrakło miejsca dla typowych aspektów humoru Hitchcocka. W scenie gdy Alicia po raz pierwszy wchodzi do rezydencji Sebastiana, naziści grają Fryderyka Chopina i Roberta Schumanna. Według Sullivana reżyser chciał przez to pokazać, że „[naziści] mogą być niegodziwi, ale ci terroryści mają artystyczną wrażliwość i nienaganny gust”. Zdaniem autora muzyka do Osławionej jest jak „chłodny, piekący prysznic, idealny do filmu, który ma formalną precyzję, przypominającą kompozycję muzyczną”. Historyk Rudy Behlmer zwracał uwagę na fakt, że „muzyka Webba była bardziej subtelna, mniej pompatyczna i melodyjna” niż zwykły produkt z Hollywood.

## Odbiór

### Premiera kinowa i recenzje

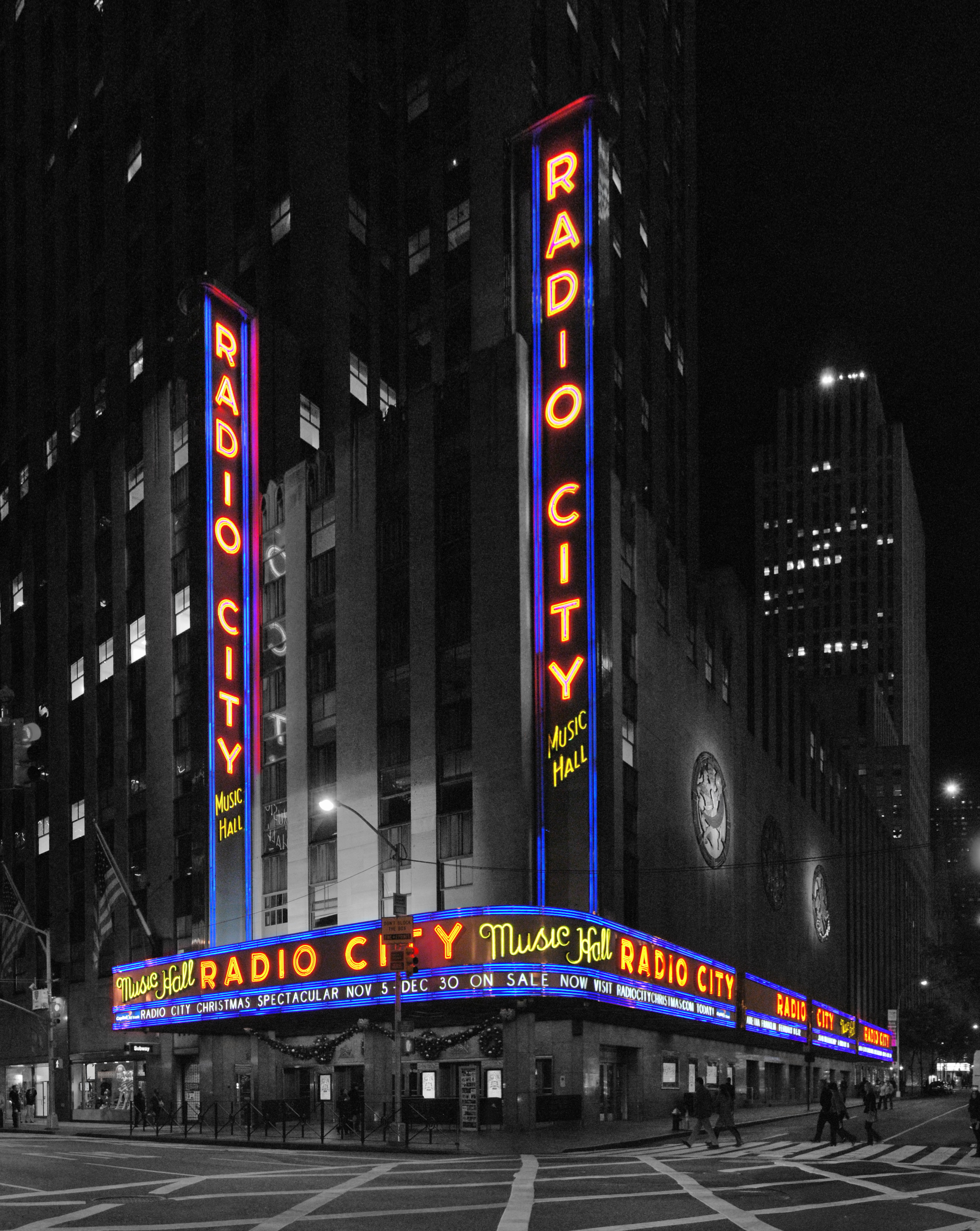
Radio City Music Hall, miejsce nowojorskiej premiery filmu w 1946

Premiera Osławionej miała miejsce 15 sierpnia 1946 w nowojorskiej Radio City Music Hall. Według Gene’a Adaira film okazał się „wszechstronnym triumfem”. Z uwagi na wysoki poziom artystyczny i reżyserski oraz dojrzałość tematyczną, Osławiona uznawana jest za jedno z najlepszych i najważniejszych dzieł filmowych w dorobku Hitchcocka.
Mimo że film został pozytywnie odebrany przez krytyków, niektórzy recenzenci potępiali rutynową fabułę, zwłaszcza postać T.R. Devlina. Philip Hartung z czasopisma „Commonweal”, odnosząc się do charakteru bohatera kreowanego przez Granta, napisał, że jest „chłodny, spokojny i prawie nudny”. Z kolei D. Mosdell przyznał na łamach „Canadian Forum”, że aktor miał „mało do zrobienia, ale gdy zagiął ramiona, wyglądał złowieszczo”. James Agee z „The Nation”, który znał amerykańskiego agenta podobnego do postaci T.R. Devlina, napisał, że „kultywowana, oklepana, intrygująco-idealistyczna brutalność Granta, wydawała się dobrze postrzegana”, dodając w dalszej części: „Osławionej brakuje wielu cech, dzięki którym filmy Hitchcocka są tak dobre, ale ma ich wystarczająco dużo, aby być filmem dobrym samym w sobie (…) myślę, że występ Ingrid Bergman w tym filmie jest jej najlepszą rolą”. Krytyk filmowy Leslie Halliwell wyraził pozytywną opinię, nazywając Osławioną „wspaniałym romantycznym suspensem, zawierającym niektóre z najlepszych dzieł Hitchcocka”. Bosley Crowther, który pozytywnie oceniał Urzeczoną (1945), napisał w recenzji dla „The New York Timesa”: „Ben Hecht napisał, a pan Hitchcock w genialnym stylu wyreżyserował romantyczny melodramat, co jest tak samo porywające, jak pojawiający się – aksamitnie gładki w dramatycznej akcji, ostry i pewny w swoich postaciach, mocno naładowany intensywnością, ciepły, emocjonalny urok”. Kilka dni później autor poświęcił niedzielną rubrykę „The New York Timesa”, koncentrując się na mistrzostwie romansów Hitchcocka: „Jedna mała sekwencja żarliwych zalotów w pierwszej części tego filmu jest równie emocjonalnie palna, jak każde, które widzieliśmy na ekranie”. Jeden z recenzentów „The New Yorkera” przyznał, że jest to „znakomity przykład tego, czego może dokonać Alfred Hitchcock, jeśli da mu się wolną rękę”, nazywając Osławioną „doskonałym melodramatem ze wspaniałą zręcznością”. „New York Herald Tribune” napisał: „Dotyk Hitchcocka jest widoczny w kilku scenach, zwłaszcza na przyjęciu, gdzie napięcie buduje się wspaniale, a szampan powoli znika”. Tygodnik „Variety” wyraził pozytywną opinię na temat kreacji Bergman, Granta i Rainsa, zwracając jednocześnie uwagę na „umiejętności produkcyjne i reżyserskie Alfreda Hitchcocka”, które „łączą się z trzymającą w napięciu historią i znakomitymi występami”, dzięki czemu czynią z Osławionej „mocną rozrywkę”.

### Reakcje po latach
Zdaniem Donalda Spoto „Osławiona to pierwsza próba Alfreda Hitchcocka – w wieku czterdziestu sześciu lat – wprowadzenia swojego talentu w stworzenie poważnej historii miłosnej, a historia dwóch mężczyzn zakochanych w Ingrid Bergman mogła zostać wykonana tylko na tym etapie jego życia”. Gene Adair jako główne zalety filmu wymienił ścisłą konstrukcję i profesjonalną reżyserię, co w połączeniu ze sobą dało „fascynującą opowieść o miłości, obowiązku, zaufaniu i zdradzie”. Według Patricka McGilligana Osławiona była „skończonym Hitchcockiem, pełnym namiętności, mającym własną fakturę i wiele poziomów znaczeń”. W ocenie Petera Ackroyda decydujący wpływ na sukces filmu miał fakt, że Hitchcock pełnił nadzór nad każdym etapem jego powstawania. „Trafił zresztą w odpowiedni czas: ujawnienie niemieckich obozów śmierci oraz wybuch bomby atomowej nadały obrazowi znaczenie o wiele większe niż w przypadku jakiegokolwiek innego dreszczowca. Intensywność akcji trwa na ekranie niczym radioaktywność, a atmosfera grozy i niebezpieczeństwa w dalszym ciągu potrafi porwać każdą widownię”. Historycy zwracali uwagę na fakt, że „Hitchcock od początku narzuca punkt widzenia postaci kobiecej, mimo że jej postawa moralna może budzić wątpliwości ze względu na odrzucenie norm obyczajowych czy nadużywanie alkoholu (…) Osławiona jest więc nie tylko historią szpiegowską czy melodramatem, ale przede wszystkim opowieścią o powstawaniu kobiecej tożsamości, podmiotowości, zarówno na poziomie jednostkowym, jak i ogólnospołecznym, poprzez uwikłanie postaci kobiecej w działalność polityczną”.

### Wynik finansowy

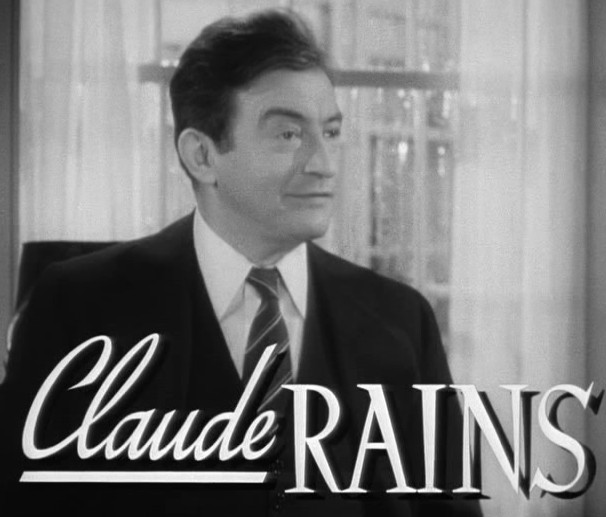
Claude Rains otrzymał nominację do Oscara w kategorii dla najlepszego aktora drugoplanowego za kreację Alexandera Sebastiana w Osławionej

Osławiona okazała się sukcesem komercyjnym w momencie wejścia na ekrany kin. Do końca 1946 film zarobił w samych Stanach Zjednoczonych, wedle różnych rachunków, od 4,5 do 4,8 miliona dolarów, plasując się na czołowej lokacie w podsumowaniu amerykańskiego box office’u za rok 1946. Całkowite zyski z przychodu brutto Osławionej szacuje się na 8 milionów dolarów (o milion więcej niż wydana w 1945 Urzeczona), choć niektóre źródła podają kwotę 7, bądź też 9 milionów dolarów.

### Nagrody i nominacje
Podczas 1. MFF w Cannes w 1946, Osławiona brała udział w rywalizacji o Grand Prix w konkursie głównym. 13 marca 1947, podczas 19. ceremonii rozdania nagród Akademii Filmowej w Shrine Auditorium w Los Angeles, film Hitchcocka ubiegał się o statuetkę w dwóch kategoriach – Claude’a Rainsa jako najlepszego aktora drugoplanowego i Bena Hechta za najlepszy scenariusz oryginalny.
| Rok  | Nagroda                   | Kategoria                       | Odbiorcy i nominowani | Wynik     | Źródło  |
| ---- | ------------------------- | ------------------------------- | --------------------- | --------- | ------- |
| 1946 | Grand Prix (MFF W Cannes) | Najlepszy film                  | Alfred Hitchcock      | Nominacja | [ 107 ] |
| 1947 | Nagroda Akademii Filmowej | Najlepszy aktor drugoplanowy    | Claude Rains          | Nominacja | [ 107 ] |
| 1947 | Nagroda Akademii Filmowej | Najlepszy scenariusz oryginalny | Ben Hecht             | Nominacja | [ 107 ] |

## Dziedzictwo

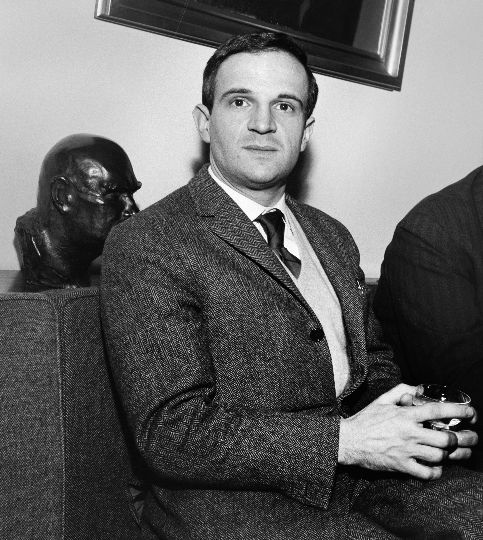
Osławiona należała do ulubionych filmów François Truffaut

Bosley Crowther z „The New York Timesa” zamieścił Osławioną w gronie „10 najlepszych filmów 1946 roku”. W 1947 film Hitchcocka znalazł się na 8. pozycji w dorocznej ankiecie przeprowadzanej przez „The Film Daily”, w której 559 krytyków ze Stanów Zjednoczonych wyłaniało najlepsze filmy roku. François Truffaut przyznał w 1962, że Osławiona jest jego ulubionym filmem angielskiego reżysera, przynajmniej jeśli chodzi o produkcje czarno-białe, podkreślając, że stanowi ona „kwintesencję Hitchcocka”. Truffaut zwrócił uwagę na fakt, że film, mimo upływu wielu lat, „wciąż jest wyjątkowo nowoczesny. Zawiera niewiele scen i odznacza się niezwykłą czystością, to wzór konstrukcji scenariusza”.
Osławiona doczekała się dwóch adaptacji radiowych. Pierwsza z nich miała miejsce 26 stycznia 1948 w audycji Lux Radio Theatre. W rolach głównych wystąpili Ingrid Bergman (Alicia Huberman) i Joseph Cotten (T.R. Devlin). Druga odbyła się 6 stycznia 1949 w The Screen Guild Theater. Bergman ponownie wcieliła się w rolę Alicii Huberman, a partnerował jej John Hodiak (T.R. Devlin). W 1951 ukazała się niemiecka wersja filmu, zatytułowana Weißes Gift (ang. White Poison). Usunięto z niej wszelkie odniesienia do czasów II wojny światowej i III Rzeszy. Zamiast nazistów, głównym wątkiem w filmie byli handlarze narkotyków.
W 1991 powstał telewizyjny remake Osławionej w reżyserii Colina Buckseya, wyprodukowany przez Hamster-American Broadcasting Company (ABC). W rolach głównych wystąpili Jenny Robertson (Alicia Velorus), John Shea (T.R. Devlin), Jean-Pierre Cassel (Sebastian) i Marisa Berenson (Kathrina). Pierwsza transmisja miała miejsce 28 stycznia 1992 na kanale Lifetime.
W 1999 magazyn „Entertainment Weekly” sklasyfikował Osławioną na 66. lokacie w przygotowanym przez siebie zestawieniu „100 najlepszych filmów wszech czasów” opublikowanym w książce. Amerykański Instytut Filmowy (AFI) dwukrotnie docenił obraz Hitchcocka; w 2001 umieścił go na 38. pozycji w rankingu „100 najbardziej trzymających w napięciu amerykańskich filmów” oraz rok później na 86. lokacie zestawienia „100 najlepszych filmów romantycznych”. W 2005 scenariusz autorstwa Hechta został uznany przez Amerykańską Gildię Scenarzystów za jeden ze „101 najlepszych, jakie kiedykolwiek napisano” (101. pozycja). Rok później National Film Preservation Board uznało film Osławiona za „kulturowo historyczny lub estetycznie znaczący” i wybrany do zachowania w National Film Registry przez Bibliotekę Kongresu. W 2011 „Time” wymienił film Hitchcocka w gronie „100 filmów wszech czasów” (lista największych filmów od początku powstania pisma) wybranych przez Richarda Corlissa i Richarda Schickela.
19 września 2015 w Göteborgu miała miejsce premiera operowej adaptacji Osławionej Hansa Geforsa. W roli Alicii Huberman wystąpiła Nina Stemme. Córka Hitchcocka, Patricia, przyznała, że Osławiona jest jej ulubionym filmem. „Co za idealny film! Im więcej widzę Osławioną, tym bardziej ją lubię”.